# NGC 3858
NGC 3858 (NGC 3866) é uma galáxia espiral (Sa) localizada na direcção da constelação de Crater. Possui uma declinação de -09° 18' 52" e uma ascensão recta de 11 horas, 45 minutos e 11,6 segundos.
A galáxia NGC 3858 foi descoberta em 1885 por Francis Leavenworth.